# Westside Story (пісня)
«Westside Story» — дебютний сингл американського репера The Game з його дебютного студійного альбому The Documentary. Гостем треку є 50 Cent. Пісня зайняла №93 в американському чарті синглів Billboard Hot 100. Хоча її запустили в радіоротацію, на пісню так і не зняли відео. Під час оцінки альбому Rolling Stone описав її як «Лос-анджелеська версія In da Club». The Game зазначив, що ця пісня є триб'ютом Тупаку Шакуру з прямим зверненням у рядках «I got California love fuckin bitches to that Pac shit.» The Game також посилається до пісень Тупака «California Love» та «Against All Odds». Також згадано про Nate Dogg, Tha Dogg Pound (D.P.G.) та їхню пісню «New York, New York», Майкла Джексона і його альбом Thriller, Westside Connection, DJ Pooh та Kool G Rap. Згодом також з'явилися ремікси на трек за участі Snoop Dogg, який виконував гук, та версія з куплетами від Snoop Dogg i 50 Cent.

## Історія створення
The Game: «Westside Story» повинна була стати саундтреком до «All About the Benjamins», але Дре сказав: "Ні, трек надто жорсткий для саундтреку. Це перша пісня для альбому. Пісню було записано 2002 року, але я не переписував текст до неї. 50 з'явився пізніше, він зайшов, почув і написав гук. Це була перша моя пісня з ним. Він з'явився тоді, коли всі пісні вже були готові, і просто записав свої частини до них. Тоді я ще не був підписаний на G-Unit.
Я не написав гук, тому що думав, що вона буде саундтреком, а оскільки Дре вирішив розмістити її на альбомі, ми зрозуміли, що потрібен гук. І як тільки Дре вирішив, що куплети хороші, він покликав 50 для запису і пізніше програв мені те, що вийшло. Спосіб, завдяки якому 50 писав гуки — це таке собі мелодійне наспівування. Усе, що йому потрібно було робити, — це сидіти й слухати біт. І все, що біт говорив йому сказати, він казав. Більшість реперів слухають біт і пишуть те, що вони відчувають, 50 пише те, що йому спаде на думку, та зачитає під цей біт. Не важливо навіть, якщо це щось таке як: "Я перу Тайдом на грьобаній кухні". Якщо це те, що він чує, він запише це. В той час він так веселився і все, що виходило з-під його пера, було золотом.»
Майк Лінн (A&R на Aftermath): «Це був перший трек який The Game і Dre створили разом. 50 тоді ще не брав участі. Це був просто The Game. Він сам записав цю пісню. Свіже звучання, яке вніс 50, був саме той гук. The Game тоді ще перебував на стадії розвитку в плані написання гуків. The Game писав гуки, які мали величний напрямок, а 50 ті, що могли б потрапити на радіоротацію. Втім із часом ми подолали цей розрив у їхніх здібностях, з часом The Game навчився писати правильні гуки.»

## Ремікси
- 2004 «Westside Story» (Alternate Version) (за участю 50 Cent та Snoop Dogg)
- 2005 «Westside Story» (Remix) (за участю Snoop Dogg)

## Список композицій

### Сторона A
1. «Westside Story» (Clean)

### Сторона B
1. «Westside Story» (Album)
2. «Westside Story» (Instrumental)

## Чарти
| Чарт (2004–05)                          | Найвища позиція |
| --------------------------------------- | --------------- |
| США (Billboard Hot 100)                 | 93              |
| США (Hot R&B/Hip-Hop Songs) (Billboard) | 55              |